# Depotfunde der Aunjetitzer Kultur
Die Depotfunde der Aunjetitzer Kultur umfassen alle als Depot- oder Hortfunde bezeichneten Niederlegungen (Depots), die aus dem Siedlungsgebiet der frühbronzezeitlichen Aunjetitzer Kultur bekannt geworden sind.

## Deutschland

### Berlin und Brandenburg
| Depot                        | Zusammensetzung | Datierung    | Gefunden | Verbleib                                                                          |
| ---------------------------- | --- | ------------ | -------- | --------------------------------------------------------------------------------- |
| Depot von Angermünde         | zwei Scheibennadeln, ein gerippter Halskragen, zwei einspiralige Armbergen, eine Fingerberge, drei zylindrische Armspiralen, ein Randleistenbeil, eine Schleifennadel, eine Schmuckscheibe, eine Platte                                                           |              |          |                                                                                   |
| Depot von Bagow              | |              |          |                                                                                   |
| Depot von Berlin-Köpenick    | |              |          |                                                                                   |
| Depot von Berlin-Lichtenrade | |              |          |                                                                                   |
| Depot von Berlin-Zehlendorf  | |              |          |                                                                                   |
| Depot von Buschow            | |              |          |                                                                                   |
| Depot von Elstal             | |              |          |                                                                                   |
| Depot von Falkenwalde        | |              |          |                                                                                   |
| Depot von Forst              | vier schwere ovale offene Ringe |              |          |                                                                                   |
| Depot von Freienwalde        | 15 massive Armringe |              |          | Museum für Vor- und Frühgeschichte Berlin                                         |
| Depot von Guben/Bresinchen   | 103 Randleistenbeile, acht Dolche, zwei Stabdolche, eine Doppelaxt, zehn Ösenhalsringe, neun schwere ovale offene Ringe, zwei große und zwei kleine Thüringer Ringe, neun Blutegelringe; in zwei Gefäßen deponiert, deren Zusammengehörigkeit nicht gesichert ist | 1700 v. Chr. | 1954     | Archäologisches Landesmuseum Brandenburg im Paulikloster Brandenburg an der Havel |
| Depot von Kirchmöser         | zwei Ösenhalsringe, drei schwere ovale Ringe |              | vor 1928 | Museum für Vor- und Frühgeschichte Berlin                                         |
| Depot von Kriele             | |              |          |                                                                                   |
| Depot von Langen             | |              |          |                                                                                   |
| Depot von Lehnin             | |              |          |                                                                                   |
| Depot von Lunow              | zwei Depots; I: ein Ring, ein Meißel (beide verschollen), II: eine Stabdolchklinge, ein Randleistenbeil, zwei Ösenhalsringe, zwei Armringe, einer Armspirale, ein Manschettenarmband                                                                              |              |          | Museum für Vor- und Frühgeschichte Berlin                                         |
| Depot von Müncheberg         | ein Ösenhalsring, vier Ringe mit übereinanderliegenden Enden |              |          |                                                                                   |
| Depot von Niederlehme        | |              |          |                                                                                   |
| Depot von Phöben             | |              |          |                                                                                   |
| Depot von Pillgram           | |              |          |                                                                                   |
| Depot von Prietzen           | |              |          |                                                                                   |
| Depot von Rathenow           | |              |          |                                                                                   |
| Depot von Schmölln           | |              |          |                                                                                   |
| Depot von Schöbendorf        | |              |          |                                                                                   |
| Depot von Schönermark        | |              |          |                                                                                   |
| Depot von Schulzendorf       | |              |          |                                                                                   |
| Depot von Tieckow            | |              |          |                                                                                   |
| Depot von Trieplatz          | |              |          |                                                                                   |
| Depot von Wustermark         | |              |          |                                                                                   |

### Mecklenburg-Vorpommern
| Depot                             | Zusammensetzung | Datierung | Gefunden | Verbleib |
| --------------------------------- | --------------- | --------- | -------- | -------- |
| Depot von Bad Doberan             |                 |           |          |          |
| Depot von Bargensdorf             |                 |           |          |          |
| Depot von Blengow                 |                 |           |          |          |
| Depot von Brunn                   |                 |           |          |          |
| Depot von Butzow                  |                 |           |          |          |
| Depot von Dargitz                 |                 |           |          |          |
| Depot von Demmin                  |                 |           |          |          |
| Depot von Faulenrost              |                 |           |          |          |
| Depot von Ferdinandshof           |                 |           |          |          |
| Depot von Fürstensee              |                 |           |          |          |
| Depot von Glasin                  |                 |           |          |          |
| Depot von Godenswege              |                 |           |          |          |
| Depot von Grimmen                 |                 |           |          |          |
| Depot von Groß Wüstenfelde        |                 |           |          |          |
| Depot von Hanstorf                |                 |           |          |          |
| Depot I von Hinrichshagen         |                 |           |          |          |
| Depot II von Hinrichshagen        |                 |           |          |          |
| Depot von Hof Redentin            |                 |           |          |          |
| Depot von Hohen-Niendorf          |                 |           |          |          |
| Depot von Hornshagen              |                 |           |          |          |
| Depot von Labömitz                |                 |           |          |          |
| Depot von Lütgenhof-Prieschendorf |                 |           |          |          |
| Depot von Malchin                 |                 |           |          |          |
| Depot I von Melz                  |                 |           |          |          |
| Depot II von Melz                 |                 |           |          |          |
| Depot von Mistorf                 |                 |           |          |          |
| Depot von Moisselbritz            |                 |           |          |          |
| Depot von Neu-Bauhof              |                 |           |          |          |
| Depot von Neu-Strassow            |                 |           |          |          |
| Depot von Nipmerow                |                 |           |          |          |
| Depot von Pölitz                  |                 |           |          |          |
| Depot von Pustohl                 |                 |           |          |          |
| Depot von Quitzenow               |                 |           |          |          |
| Depot von Schönfeld               |                 |           |          |          |
| Depot von Schwetzin               |                 |           |          |          |
| Depot von Stargard                |                 |           |          |          |
| Depot I von Stolzenburg           |                 |           |          |          |
| Depot II von Stolzenburg          |                 |           |          |          |
| Depot von Stubbendorf             |                 |           |          |          |
| Depot von Viecheln                |                 |           |          |          |
| Depot von Vielist                 |                 |           |          |          |
| Depot von Volksdorf               |                 |           |          |          |
| Depot von Waren                   |                 |           |          |          |
| Depot von Wendhof                 |                 |           |          |          |
| Depot von Wotrum                  |                 |           |          |          |

### Niedersachsen
| Depot                  | Zusammensetzung | Datierung | Gefunden | Verbleib |
| ---------------------- | --------------- | --------- | -------- | -------- |
| Depot von Breese       |                 |           |          |          |
| Depot von Dettum       |                 |           |          |          |
| Depot von Marwedel     |                 |           |          |          |
| Depot von Netze        |                 |           |          |          |
| Depot von Tobringen    |                 |           |          |          |
| Depot von Veltheim/Ohe |                 |           |          |          |
| Depot von Woltersdorf  |                 |           |          |          |

### Sachsen
| Depot                          | Zusammensetzung | Datierung         | Gefunden    | Verbleib |
| ------------------------------ | --- | ----------------- | ----------- | --- |
| Depot von Bautzen (Fund 2)     | ein Rohgusshalsringbarren, zwei schweren ovalen offenen Ringe | 1800–1600 v. Chr. | ?           | |
| Depot von Bautzen (Fund 3)     | drei Ösenhalsringe | 1800–1600 v. Chr. | 1916/19     | |
| Depot von Birkau               | ein Ösenhalsring, vier schwere ovale Ringe (zwei verschollen), neun kleine Ringe, eine Manschette (verschollen), eine Schmuckscheibe, eine aus 61 Bronzeperlen (verschollen) | 1800–1600 v. Chr. | 1923        | Museum Bautzen |
| Depot von Carsdorf             | Keramikgefäß, darin: ein Rohgusshalsringbarren, sechs Ösenhalsringe, ein Thüringer Ring, wohl drei schwere ovale Ringe, 35 Randleistenbeile |                   | 1901        | Staatliches Museum für Archäologie Chemnitz, Museum für Völkerkunde zu Leipzig, Museum Pegau, Gefäß nicht aufgehoben |
| Depot von Coblenz (Fund 1)     | zwei Armringe, zwei Armbänder | 1800–1600 v. Chr. | 1885        | |
| Depot von Cunnersdorf          | eine Armspirale, darin drei Randleistenbeile und ein Bruchstück eines weiteren, Bruchstück einer Armspirale, kleiner offener Ring | 2000–1600 v. Chr. | 1958        | Staatliches Museum für Archäologie Chemnitz                                                                          |
| Depot von Dobritz              | ein zungenförmiger Barren, ein rundstabiger Ring, zwei Bruchstücke (von Ösenhalsringen?), zwei Armspiralen, eine Dolchklinge | 1800–1600 v. Chr. | 1938        | |
| Depot von Dresden-Kauscha      | | 2200–1600 v. Chr. |             | Staatliches Museum für Archäologie Chemnitz                                                                          |
| Depot von Ebendörfel           | ein Ösenhalsring (Bruchstück), zwei dünne ovale Ringe, zwei Halsringbruchstücke, vier Thüringer Ringe | 1800–1600 v. Chr. | 1885        | |
| Depot von Eilenburg            | eine Doppelaxt und ein Bruchstück einer weiteren |                   | unbekannt   | Landesmuseum für Vorgeschichte Halle (Saale)                                                                         |
| Depot von Großhänchen          | zwei große und zwei kleine Ösenhalsringe, zwei dünne und zwei dicke schwere ovalen Ringe, einem Ringbruchstück, zwei Bruchstücke einer Armspirale | 1800–1600 v. Chr. | 1883        | |
| Depot von Hoyerswerda (Fund 1) | zwei schwere ovale Ringe | 1800–1600 v. Chr. | ?           | |
| Depot von Kiebitz              | zwei Ösenhalsringe, ein Thüringer Ring, ein schwerer Ring, sechs schwere ovale Ringe, eine Armspirale und drei Bruchstücke einer weiteren, ein Bruchstück einer Manschette, mindestens drei Schmuckscheiben, 15 Spiralröllchen, sieben Blechröllchen, 14 Bernstein-Perlen, zwei undurchbohrte Stücke Bernstein |                   | 1914        | Staatliches Museum für Archäologie Chemnitz, Heimatmuseum Mügeln, mindestens zwei Schmuckscheiben nicht erhalten     |
| Depot von Kyhna                | Lanzenspitze, Schmuck aus Bronze und Bernstein | 2100 v. Chr.      |             | Staatliches Museum für Archäologie Chemnitz                                                                          |
| Depot von Leisnig              | |                   |             | |
| Depot von Löbau                | zwei Ösenhalsringe | 1800–1600 v. Chr. | 1852        | |
| Depot von Marksiedlitz         | ein Thüringer Ring, zwei schwere ovale Ringe |                   | 1932        | Stadtmuseum Riesa |
| Depot von Nadelwitz            | zwei Lanzenspitzen, zwei Randleistenbeile; späterer Einzelfund: ein Absatzbeil (evtl. Grabbeigabe) | 1600 v. Chr.      | 1926/1960   | Museum Bautzen |
| Depot von Nieder-Neundorf      | drei Randleistenbeile, ein Bruchstück, ein Zungenbarren, ein Doppelmeißel, 37 Ösenhalsringe (teilweise nur Bruchstücke) | 1800–1600 v. Chr. | 1948        | |
| Depot von Niederjahna          | neun Ösenhalsringe, ein Halsring mit vierkantigen Enden, vier schwere ovale Ringe, ein Blutegelring, eine Armspirale |                   | 1932        | verschollen |
| Depot von Olbersdorf           | 49 oder 50 Beile (nur eines erhalten) | 1800–1600 v. Chr. | 1778        | |
| Depot von Ostrau               | |                   |             | |
| Depot von Ostro                | drei rundstabige Ösenhalsringe, ein rundstabiger Halsring mit glatten Enden, zwei Blechschmuckscheiben | 1800–1600 v. Chr. | 1906        | Museum Bautzen |
| Depot von Packisch             | Keramikgefäß, darin: zwei Ösenhalsringe, neun schwere ovale Ringe in drei mit Lindenbast umwickelten Bündeln |                   | 1935        | Landesmuseum für Vorgeschichte Halle (Saale)                                                                         |
| Depot von Paltzschen           | ein Blutegelring, zwei schwere ovale Ringe |                   | unbekannt   | verschollen |
| Depot von Prohlis              | zwei Randleistenbeile, drei Armbänder, fünf Ösenhalsringe, vier Thüringer Ringe | 1800–1600 v. Chr. | 1953        | |
| Depot aus der Gegend von Riesa | | 2200–1600 v. Chr. |             | Staatliches Museum für Archäologie Chemnitz                                                                          |
| Depot von Röderau              | Keramiktasse mit Deckel, darin: Ein Armring in Form eines Thüringer Rings, zwei Miniaturhalsringe (Lockenringe?), zwei Armspiralen, ein Ring mit spitzen Enden, ein Armband, zwei böhmische Ösennadeln, eine Dolchklinge, drei goldene Noppenringe, 24 Bernsteinperlen, ein Kochenröhrchen                     |                   | 1932        | Stadtmuseum Riesa, zwei Perlen und das Knochenröhrchen verschollen                                                   |
| Depot von Schweta              | zwei mit Bast umwickelte schwere ovale Ringe, ein verziertes Randleistenbeil |                   | 1890er/1909 | Staatliches Museum für Archäologie Chemnitz                                                                          |
| Depot von Spittwitz (Fund 1)   | ein Halsringbarren, vier ovale offene Ringe | 1800–1600 v. Chr. | 1926        | |
| Depot von Uhyst                | ein Randleistenbeil, ein schmales verziertes Beil, drei Bruchstücke eines Schmalmeißels, Kopf einer durchbohrten Kugelkopfnadel | 1800–1600 v. Chr. | 1926        | |
| Depot von Wauden               | Keramikgefäß, darin neun Armspiralen, eine Dolchklinge, 13 Ösenhalsringe, sechs strichverzierte ovale Ringe, zwei Randleistenbeile, ein Ring, ein Stempelring, Bruchstücke von mindestens vier Bernstein-Perlen                                                                                                | 2200–1700 v. Chr. |             | Staatliches Museum für Archäologie Chemnitz                                                                          |
| Depot von Wurschen             | vier Randleistenbeile | 1800–1600 v. Chr. | 1905        | Museum Bautzen |
| Depot von Zehren               | Keramikgefäß, darin: zwei Ösenhalsringe, ein schwerer ovaler Ring, zwei Stücke Bernstein |                   | 1858        | Landesmuseum für Vorgeschichte Dresden (jetzt verschollen)                                                           |

### Sachsen-Anhalt
| Depot                                           | Zusammensetzung | Datierung         | Gefunden                | Verbleib |
| ----------------------------------------------- | --- | ----------------- | ----------------------- | --- |
| Depot von Badingen                              | ein schwerer ovaler Ring, eine Armspirale, eine Manschette |                   | um 1870                 | Museum für Vor- und Frühgeschichte Berlin (jetzt verschollen) |
| Depot von Bebertal                              | zwei Ösenhalsringe, ein Thüringer Ring |                   | unbekannt               | Museum Haldensleben |
| Depot von Belleben                              | Keramiktasse, darin: vier schwere ovale Ringe |                   | vor 1903                | Landesmuseum für Vorgeschichte Halle (Saale) |
| Depot von Bennewitz                             | 297 Randleistenbeile | 2000–1700 v. Chr. | 1879                    | Museum für Vor- und Frühgeschichte Berlin (200 Beile), Landesmuseum für Vorgeschichte Halle (Saale) (36), Landesmuseum für Vorgeschichte Dresden (14), Kulturhistorisches Museum Magdeburg, Regionalgeschichtliche Sammlungen der Lutherstadt Eisleben, Braunschweigisches Landesmuseum, Germanisches Nationalmuseum, Archäologisches Museum Krakau (je einzelne Beile) |
| Depot von Bernburg/Köthen                       | vier schwere ovale Ringe |                   | 1846                    | Stadtmuseum Zerbst/Anhalt |
| Depot von Börnecke                              | Keramikgefäß, darin: 14 Ösenhalsringe |                   | vor 1898                | Museum Kleines Schloss Blankenburg (Harz) (5 Ringe), Rest verschollen |
| Depot von Dankensen                             | |                   |                         | |
| Depot von Dederstedt                            | Keramikgefäß, darin: Asche, Knochen, „rote Masse“, 14 Randleistenbeile |                   | 1851                    | Regionalgeschichtliche Sammlungen der Lutherstadt Eisleben (13 Beile), Rest verschollen |
| Depot I von Derenburg                           | |                   |                         | |
| Depot II von Derenburg                          | |                   |                         | |
| Depot I von Dieskau                             | goldene Beilklinge, zwei goldene Armbänder, goldener Armring, Ösenring aus Elektron und acht weitere goldene Objekte (evtl. Grabbeigaben aus dem Bornhöck) | 2000–1700 v. Chr. | 1874                    | Museum für Vor- und Frühgeschichte Berlin (seit 1945 als Beutekunst im Puschkin-Museum Moskau) |
| Depot II von Dieskau                            | 27 Ringe, zwei Armspiralen, drei Stabdolche, elf Stabdolchklingen, drei unterschiedliche Beile, 23 Spiralröllchen (alles Bronze) 106 Bernsteinperlen | 2000–1700 v. Chr. | 1904                    | Landesmuseum für Vorgeschichte Halle (Saale) |
| Depot III von Dieskau                           | 293 Beile, zwei ganze und eine halbe Doppelaxt, vier Ringe, eine Stabdolchklinge, sechs Armspiralen, weitere Fragmente | 2000–1700 v. Chr. | 1937                    | Landesmuseum für Vorgeschichte Halle (Saale) |
| Depot von Domsen                                | Acht Ösenhalsringe, Keramikgefäß, darin: Kette aus bronzenen Spiralröllchen und Bernsteinperlen, sechs große Noppenringe, zwei Armspiralen, zwei offene Armringe, ein Randleistenbeil, vier Cyprische Schleifennadeln, mehrere kleinere Bronzegegenstände                                     |                   | 2013                    | Landesamt für Denkmalpflege und Archäologie Sachsen-Anhalt Halle (Saale) |
| Depot von Endorf                                | Keramikgefäß, darin: zwei Blutegelringe |                   | unbekannt               | Landesmuseum für Vorgeschichte Halle (Saale) (2 Ringe), Gefäß nicht aufgehoben |
| Depot von Gerwisch                              | |                   |                         | |
| Depot von Giersleben                            | Keramikgefäß, darin: acht Randleistenbeile |                   | 1831                    | Stadtmuseum Zerbst/Anhalt (5 Beile), Rest verschollen |
| Depot von Gladau                                | drei Vollgriffdolche |                   | 1884                    | verschollen |
| Depot von Gröbers                               | |                   |                         | |
| Depot von Groß Schwechten                       | zehn Stabdolchklingen, 13 Nieten, vier Schaftschuhe | 2000–1700 v. Chr. | 1861                    | Johann-Friedrich-Danneil-Museum Salzwedel, Museum für Vor- und Frühgeschichte Berlin |
| Depot von Halberstadt (Depot von Spiegelsberge) | Keramikschale, darin: vier Ösenhalsringe, zwei Armspiralen, zehn Spiralröllchen, eine Nadelspitze |                   | 1897                    | Städtisches Museum Halberstadt |
| Depot von Halle                                 | sechs Ösenhalsringe, ein schwerer ovaler Ring, acht Randleistenbeile |                   | vor 1900                | Museum für Vor- und Frühgeschichte Berlin (jetzt verschollen) |
| Depot von Halle-Giebichenstein                  | zwei Schleifennadeln, acht Noppenringe |                   | vor 1879                | Landesmuseum für Vorgeschichte Halle (Saale) |
| Depot I von Halle-Kanena                        | ein Dolch, ein Stabdolch | 2000–1700 v. Chr. | unbekannt (Ankauf 1908) | Museum für Vor- und Frühgeschichte Berlin |
| Depot II von Halle-Kanena                       | eine doppelschneidige Axt, zwei Randleistenbeile, drei geschlossene Ringe, vier offene dicke Ringe, zwei Bruchstücke eines Ösenhalsrings, eine cyprische Schleifennadel | 2000–1700 v. Chr. | 1923                    | Landesmuseum für Vorgeschichte Halle (Saale) |
| Depot III von Halle-Kanena                      | Keramikgefäß, darin: 48 Randleistenbeile, vier Ösenhalsringe, fünf offene Fußringe, drei Armspiralen, eine Stabdolchklinge. | 2000–1700 v. Chr. | 1934                    | Landesmuseum für Vorgeschichte Halle (Saale) |
| Depot von Halle-Reideburg                       | zwei Ösenhalsringe, eine Armspirale, ein Randleistenbeil, ein Spiralröllchen, ein Ring (Zusammengehörigkeit durch von Brunn angezweifelt) |                   | Mitte 19. Jh.           | Museum für Vor- und Frühgeschichte Berlin |
| Depot von Hausneindorf                          | Keramikgefäß, darin: zehn Randleistenbeile |                   | 1887                    | Schlossmuseum Quedlinburg (1 Beil, Keramikscherben), Rest verschollen |
| Depot von Helfta                                | sechs Randleistenbeile |                   | unbekannt               | Flohburg Nordhausen |
| Depot von Hessen                                | |                   |                         | |
| Depot von Hoym                                  | Keramikkanne mit Gefäßboden als Deckel, darin: acht massive Armringe, sechs Noppenringe, eine Tätowiernadel |                   | 1910                    | Stadtmuseum Zerbst/Anhalt (jetzt verschollen) |
| Depot I von Karow                               | |                   |                         | |
| Depot II von Karow                              | |                   |                         | |
| Depot von Kläden                                | acht Randleistenbeile, Fragment eines Randleistenbeils, zwei Löffelbeile, ein Knickwandmeißel, eine Rautenkopfnadel, eine Speerspitze (nicht erhalten), evtl. weitere Bronzegegenstände (nicht erhalten) (evtl. Grabbeigaben)                                                                 | 1750–1650 v. Chr. | 1843                    | Johann-Friedrich-Danneil-Museum Salzwedel, Museum für Vor- und Frühgeschichte Berlin |
| Depot von Krüden                                | drei Randleistenbeile |                   | 1940                    | Kreismuseum Osterburg |
| Depot von Kütten                                | ein Tüllenbeil, eine Stabdolchklinge |                   | um 1920                 | Prähistorische Sammlung Schloss Köthen |
| Depot von Langenstein                           | vier Halsringe |                   | unbekannt               | Städtisches Museum Halberstadt |
| Depot von Mehringen                             | Keramikgefäß, darin: fünf Randleistenbeile |                   | vor 1880                | Museum Schloss Bernburg (1 Beil), Museum für Vor- und Frühgeschichte Berlin (jetzt verschollen), Privatbesitz (jetzt verschollen) |
| Depot von Meineweh                              | zwei Randleistenbeile |                   | vor 1921                | Museum Schloss Moritzburg Zeit |
| Depot von Milzau                                | zwei zungenförmige Barren, zwei Rohguss-Halsringbarren und zwei Bruchstücke, ein Ösenhalsring und ein Bruchstück, sieben Randleistenbeile und zwei Bruchstücke, vier Dolchklingen |                   | um 1925                 | Landesmuseum für Vorgeschichte in Halle (Saale) (Barren, 6 Beile, 3 Dolchklingen, Bruchstücke), Privatbesitz (1 Ösenhalsring, 1 Beil, 1 Dolchklinge) |
| Depot von Molkenberg                            | Keramikgefäß, drei Thüringer Ringe, vier schwere ovale Ringe, sechs Blutegelringe, vier kleine Armringe, eine Axt, eine Kette mit 243 Perlen und einem Anhänger, fünf Bernstein-Perlen (vermutlich nicht alle Gegenstände im Gefäß)                                                           |                   | vor 1929                | Museum Rathenow (jetzt verschollen) |
| Depot von Naumburg                              | Keramikgefäß, darin: eine Prunkaxt, vier Randleistenbeile, zwei Bruchstücke, ein Dolchgriff, ein zungenförmiger Barren, eine Manschette, ein Bruchstück, zwei schwere ovale Ringe |                   | um 1937                 | Landesmuseum für Vorgeschichte Halle (Saale) |
| Himmelsscheibe von Nebra                        | Himmelsscheibe (mit Goldapplikationen), zwei Schwerter (mit Goldmanschetten), zwei Randleistenbeile, ein Meißel, zwei Armspiralen | 1600 v. Chr.      | 1999                    | Landesmuseum für Vorgeschichte Halle (Saale) |
| Depot von Osterburg                             | ein Ösenhalsring, zwei Thüringer Ringe, sechs schwere ovale Ringe, ein Blutegelring, eine Armspirale, drei Randleistenbeile |                   | 1709                    | verschollen |
| Depot von Osterfeld                             | zwei Rohgusshalsringbarren (nach von Brunn evtl. aus Süddeutschland) |                   | unbekannt               | Museum für Vor- und Frühgeschichte Berlin |
| Depot von Osterfeld-Lissen                      | Keramikgefäß, darin: sechs Rohgusshalsringbarren und zwei Bruchstücke, ein Ösenhalsring, zehn Randleistenbeile, zwei Dolchklingen |                   | 1929                    | Landesmuseum für Vorgeschichte Halle (Saale) (5 Barren, Bruchstücke, 9 Beile, Dolchklingen), Privatbesitz (1 Barren, Ösenhalsring, 1 Beil), Gefäß nicht aufgehoben |
| Depot von Possenhain                            | |                   |                         | |
| Depot von Queis                                 | Armspirale, Nadel, Collier aus 27 bronzenen Spiralröllchen und 18 Bernstein-Perlen | 2200–2000 v. Chr. | 2001                    | Landesmuseum für Vorgeschichte Halle (Saale) |
| Depot von Querfurt                              | doppelkonisches Keramikgefäß, darin: zwei Armspiralen |                   | 1889                    | Landesmuseum für Vorgeschichte Halle (Saale) |
| Depot von Roßdorf                               | |                   |                         | |
| Depot von Schkopau                              | 120 (124) Flachbeile |                   | 1821                    | Landesmuseum für Vorgeschichte Halle (Saale) (13 Beile), Landesmuseum für Vorgeschichte Dresden (2), Rest verschollen |
| Depot von Schollene                             | zwei Ösenhalsringe, eine Spirale, ein Bruchstück einer Spirale mit zwei länglichen Schiebern, zwei Schleifenringe, Bruchstücke von zwei weiteren Schleifenringen, ein Vollgriffdolch |                   | unbekannt               | Landesmuseum für Vorgeschichte Halle (Saale) |
| Depot von Seehausen                             | ein schwerer ovaler Ring, weitere Gegenstände |                   | unbekannt               | Museum für Vor- und Frühgeschichte Berlin (jetzt verschollen) |
| Depot von Tarthun                               | drei schwere ovale Ringe und Bruchstücke eines weiteren, Bruchstücke einer Schmuckscheibe |                   | unbekannt               | Landesmuseum für Vorgeschichte Halle (Saale) |
| Depot von Tilleda                               | |                   |                         | |
| Depot von Trebbichau an der Fuhne               | Keramikgefäß, darin: sieben Thüringer Ringe, neun schwere ovale Ringe, drei Blutegelringe, zwei Armmanschetten |                   | 1937                    | Prähistorische Sammlung Schloss Köthen |
| Depot von Tucheim                               | ein Thüringer Ring, ein schwerer ovaler Ring, eine Armspirale, ein Schmuckschild |                   | vor 1894                | Kreismuseum Jerichower Land Genthin |
| Depot von Unterrißdorf                          | Keramikgefäß, darin: Asche, Knochen, drei Ösenhalsringe, ein Armring, zwei Schleifennadeln, eine Scheibennadel |                   | 1878                    | Regionalgeschichtliche Sammlungen der Lutherstadt Eisleben (Halsringe, Armring), Rest verschollen |
| Depot von Walsleben                             | Keramikgefäß mit Steinabdeckung, darin: vier Thüringer Ringe und ein Bruchstück eines weiteren, ein schwerer ovaler Ring und ein Bruchstück eines weiteren, ein unidentifizierbares Bruchstück, eine Armspirale und Bruchstücke von mindestens drei weiteren, ein Bruchstück einer Manschette |                   | 1911                    | Altmärkisches Museum Stendal |
| Depot von Warnstedt                             | |                   |                         | |
| Depot von Welbsleben                            | zwei geschäftete Stabdolche, ein stabdolchartiger Zinken, eine Stabdolchklinge |                   | vor 1789                | Privatbesitz |
| Depot von Zehmitz                               | zwei Schleifennadeln, ein Noppenring, ein Bronzedraht, drei Spiralröllchen |                   | 2003                    | Landesamt für Denkmalpflege und Archäologie Sachsen-Anhalt Halle (Saale) |
| Depot von Zörbig                                | Keramiktasse, darin: vier schwere ovale Ringe |                   | 1935                    | Heimatmuseum Zörbig |

### Thüringen
| Depot                       | Zusammensetzung | Datierung | Gefunden  | Verbleib |
| --------------------------- | --- | --------- | --------- | --- |
| Depot von Bad Frankenhausen | |           |           | |
| Depot von Dermsdorf         | 98 Randleistenbeile, 2 Gussrohlinge für Stabdolchklingen |           | 2011      | Thüringisches Landesamt für Denkmalpflege und Archäologie Weimar                                                                            |
| Depot von Griefstedt        | zwei Thüringer Ringe, eine Armmanschette, ein unverziertes Randleistenbeil, zwei verzierte Randleistenbeile                                                                                            |           | um 1934   | Museum für Vor- und Frühgeschichte Halle (Saale)                                                                                            |
| Depot von Herbsleben        | Keramikscherben, zwei Thüringer Ringe |           | 1930      | Ur- und frühgeschichtlichen Sammlung der Universität Jena                                                                                   |
| Depot von Jena              | Bruchstück eines Randleistenbeils, Bruchstück eines Meißels, mehrere Stücke Gussabfall und Kupferschlacke                                                                                              |           | 1873      | Ur- und frühgeschichtlichen Sammlung der Universität Jena                                                                                   |
| Depot von Krautheim         | |           |           | |
| Depot von Kriebitzsch       | zwei Keramikgefäße, darin: zwölf Ösenhalsringe, zwei schwere ovale Ringe, ein Randleistenbeil |           | 1905      | Schloss Altenburg (11 Ösenhalsringe, schwere ovale Ringe, Beil), Rest verschollen                                                           |
| Depot von Mittelhausen      | Keramikgefäß, darin: zwei Thüringer Ringe, drei Randleistenbeile |           | um 1904   | Landesmuseum für Vorgeschichte Halle (Saale), Gefäß nicht aufgehoben                                                                        |
| Depot von Neunheilingen     | ein Armring, 61 Randleistenbeile, zwei Bruchstücke einer Doppelaxt, vier Stücke von Stabdolchschäften, fünf Stabdolchklingen, eine Dolchklinge, drei Vollgriffdolche und ein Bruchstück eines weiteren |           | 1776      | British Museum London, Landesmuseum für Vorgeschichte Halle (Saale); Armring, 1 Stabdolchklinge und Teile eines Vollgriffdolchs verschollen |
| Depot von Oldisleben        | Keramikgefäß, darin: ein Zungenbarren, zwei Randleistenbeile, ein weiterer Gegenstand (vermutlich Randleistenbeil)                                                                                     |           | 1956      | Landesmuseum für Vorgeschichte Halle (Saale) (Gefäßboden, Barren, Beile), Rest verschollen                                                  |
| Depot von Orlishausen       | Keramikgefäß mit Steinabdeckung, darin: 20 Halsringe (darunter Ösenhalsringe und Thüringer Ringe), acht Randleistenbeile                                                                               |           | 1859      | Stadtmuseum Erfurt (10 Ösenhalsringe, 2 Beile), Landesmuseum für Vorgeschichte Halle (Saale) (1 Thüringer Ring), Rest verschollen           |
| Depot von Saalburg          | neun Rohgussbarren und zwei Bruchstücke von weiteren Barren |           | unbekannt | Museum für Ur- und Frühgeschichte Thüringens Weimar                                                                                         |
| Depot von Seega             | |           |           | |
| Depot von Straußberg        | 35 Randleistenbeile |           | 1922      | verschollen |
| Depot von Tottleben         | mehrere Ringe unbekannter Zahl |           | unbekannt | Stadtmuseum Erfurt (1 Ring) |

## Polen (Niederlausitz)
| Depot                   | Zusammensetzung | Datierung | Gefunden | Verbleib    |
| ----------------------- | --- | --------- | -------- | ----------- |
| Depot von Beitzsch      | zwei Funde, I: fünf schwere ovale Armringen, II: eine Dolchklinge, zwei Ösenhalsringe                                                   |           |          |             |
| Depot von Cummeltitz    | 14 Halsringe mit spitzen Enden, sieben Ösenhalsringe, sechs ovale verzierte Armringe, ein unverzierter Ring, eine Schmuckplatte         |           |          |             |
| Depot von Datten        | fünf massive ovale Armringe |           |          |             |
| Depot von Kraesem       | zwei massive Ringe, Bruchstück eines weiteren Rings                                                                                     |           |          |             |
| Depot von Oegeln        | sechs C-förmige Ringe, sieben Ösenhalsringe, drei Randleistenbeile, drei Spangenbarren, eine Armspirale, eine Nadel, eine Bronzescheibe |           |          | verschollen |
| Depot von Pförten       | vier Beinringe, zwei Halsringe |           |          |             |
| Depot von Sadersdorf    | zwei Armspiralen, sechs Randleistenbeile, drei facettierte massive Bronzeringe                                                          |           |          | verschollen |
| Depot von Tzschernowitz | fünf massive ovale offene Ringe |           |          |             |

## Tschechien
| Depot                                          | Zusammensetzung | Datierung         | Gefunden           | Verbleib |
| ---------------------------------------------- | --- | ----------------- | ------------------ | --- |
| Depot I von Albrechtice nad Vltavou            | zwei Ösenhalsringe | 2000–1800 v. Chr. | vor 1918           | Südböhmisches Museum Budweis |
| Depot von Bavoryně                             | drei Spangenbarren | 1800–1600 v. Chr. | ca. 1884           | Nationalmuseum Prag |
| Depot von Bečov                                | zwei Armspiralen, ein Randleistenbeil | 2000–1800 v. Chr. | vor 1900           | Nationalmuseum Prag |
| Depot von Bernartice u Milevska                | 50 Spangenbarren, ein Golddraht | 1800–1600 v. Chr. | 2008               | Museum Tábor |
| Depot von Blažim                               | Keramikgefäß, neun Ösenhalsringe | 2000–1800 v. Chr. | 1887               | Südböhmisches Museum Budweis |
| Depot von Březí (Kamenný Újezd)                | zwei Spangenbarren, eine Sichel, eine Nadel, eine scheibenförmige Spirale, Keramikscherben | 1800–1600 v. Chr. | 1928               | Südböhmisches Museum Budweis (zwei Spangenbarren), Rest verschollen |
| Depot von Březí (Trhové Sviny)                 | 35 Spangenbarren | 1800–1600 v. Chr. | 1887               | Nationalmuseum Prag (30), Rest verschollen |
| Depot von Brloh                                | zwei massive Ovalringe | 2000–1800 v. Chr. | vor 1945           | Südböhmisches Museum Budweis |
| Depot von Budweis (Depot von České Budějovice) | mehrere Spangenbarren | 1800–1600 v. Chr. | 1976               | Südböhmisches Museum Budweis (ein Barren), Rest verschollen |
| Depot I von Čáslav                             | fünf Drahtringe | 2000–1800 v. Chr. | 1890               | Museum Čáslav |
| Depot von Čelákovice                           | Keramikgefäß, darin: neun Armspiralen, 18 Ösenhalsringe, sieben Spiralröllchen | 2000–1800 v. Chr. | 1930               | Museum Čelákovice |
| Depot von Český Brod                           | vier Ösenhalsringe | 2000–1800 v. Chr. | vor 1873           | Nationalmuseum Prag |
| Depot von Český Krumlov                        | zwei Randleistenbeile | 2000–1800 v. Chr. | 2007               | Regionalmuseum Český Krumlov |
| Depot von Češov                                | zwei massive Ovalringe | 2000–1800 v. Chr. | 1883               | Nationalmuseum Prag, Regionalmuseum Jičín |
| Depot II von Chotusice                         | ein massiver Ovalring, ein Randleistenbeil, Bruchstück eines Meißels | 1800–1600 v. Chr. | vor 1940           | Museum Čáslav |
| Depot von Chvalšiny                            | 46 Spangenbarren | 1800–1600 v. Chr. | 2007               | Regionalmuseum Český Krumlov |
| Depot von Dětenice                             | Keramikgefäß, fünf Drahtarmspiralen, zwei zylindrische Armspiralen, eine Lanzenspitze, sechs Armringe, Tierschädel(?) | 1800–1600 v. Chr. | 1943               | Museum Libáň, Privatbesitz (eine Drahtarmspirale), verschollen (drei Armringe) |
| Depot von Dolní Chrášťany                      | fünf Spangenbarren | 1800–1600 v. Chr. | 1882               | Südböhmisches Museum Budweis (ein Barren), Rest verschollen |
| Depot von Doubrava                             | fünf Spangenbarren | 1800–1600 v. Chr. | vor 1940           | Museum Týn nad Vltavou |
| Depot von Držov                                | vier Spangenbarren | 1800–1600 v. Chr. | 1975               | Stadtmuseum Písek |
| Depot von Dušníky nad Vltavou                  | zwei Armspiralen, 30 Ösenhalsringe | 2000–1800 v. Chr. | 1881               | Nationalmuseum Prag (1 Armspirale, 18 Ösenhalsringe), Podřipské Museum Roudnice nad Labem (vermutlich 1 Armspirale, 12 Ösenhalsringe) |
| Depot von Havalda                              | 165 Spangenbarren | 1800–1600 v. Chr. | 1904               | Südböhmisches Museum Budweis (92), Regionalmuseum Český Krumlov (22), Rest verschollen |
| Depot von Heřmaň                               | 24 Ösenhalsringe (Zugehörigkeit von einer Lanzenspitze und zwei Armringen fraglich) | 2000–1800 v. Chr. | 1927               | Nationalmuseum Prag (18 Ringe), Stadtmuseum Horažďovice (3 Ringe), Stadtmuseum Písek (3 Ringe, evtl. 2 Armringe), Lanzenspitze gestohlen |
| Depot I von Hluboká nad Vltavou                | vier Spangenbarren | 1800–1600 v. Chr. | 1935               | Südböhmisches Museum Budweis |
| Depot II von Hluboká nad Vltavou               | ca. 20 Ösenhalsringe | 2000–1800 v. Chr. | 1974               | Südböhmisches Museum Budweis (1 Ring, drei Fragmente), Rest verschollen |
| Depot III von Hluboká nad Vltavou              | mindestens drei Armspiralen | 2000–1800 v. Chr. | ca. 1985           | Südböhmisches Museum Budweis |
| Depot von Hořovičky                            | 79 Ösenhalsringe | 2000–1800 v. Chr. | 1983               | Nationalmuseum Prag |
| Depot von Hospozín                             | 19 Ösenhalsringe | 2000–1800 v. Chr. | 1886               | Nationalmuseum Prag |
| Depot von Hradce                               | drei Randleistenbeile | 1800–1600 v. Chr. | ca. 1889           | Südböhmisches Museum Budweis |
| Depot III von Hradiště                         | 25 Spangenbarren | 1800–1600 v. Chr. | vor 1891           | Nationalmuseum Prag |
| Depot von Hradsko                              | zwei Drahtringe | 2000–1800 v. Chr. | 1965–1974          | Regionalmuseum Mělník |
| Depot I von Hrdlořezy                          | drei Armspiralen, 13 Nadeln, zwei Ketten mit 836 Bronzeperlen, eine Bernsteinperle, vier Armringe, zwei Pfrieme, eine Keramikscherbe | 2000–1800 v. Chr. | 1954               | Regionalmuseum Mladá Boleslav (Bernsteinperle und Keramikscherbe verschollen) |
| Depot II von Hrdlořezy                         | drei Armringe | 2000–1800 v. Chr. | 1967               | Regionalmuseum Mladá Boleslav |
| Depot von Jaroslavice                          | 25 Ösenhalsringe (in der Umgebung weitere Einzelfunde) | 2000–1800 v. Chr. | 1901               | Südböhmisches Museum Budweis (10), Museum Týn nad Vltavou (1), Rest verschollen |
| Depot II von Jičíněves                         | elf oder zwölf Ösenhalsringe, vier Randleistenbeile, drei Absatzbeile, fünf Beile, ein Metallhammer | 2000–1800 v. Chr. | 1880               | Nationalmuseum Prag (2 Halsringe, 1 Randleistenbeil + ein Bruchstück, 1 Absatzbeil), Stadtmuseum Prag (4 Halsringe), Museum Kopidlno (5 Halsringe, 2 Randleistenbeile, 1 Absatzbeil, 1 Hammer), Museum Tábor (1 Halsring, 1 Absatzbeil), Regionalmuseum Jičín (1 Absatzbeil), Rest verschollen |
| Depot I von Jizerní Vtelno                     | vier Armspiralen, zehn massive Ovalringe, ein Anhänger, ein Draht, zwei kupferne Faleren | 2000–1800 v. Chr. | 1884               | Nationalmuseum Prag |
| Depot II von Jizerní Vtelno                    | ein Ösenhalsring, acht massive Ovalringe | 2000–1800 v. Chr. | 1934               | Regionalmuseum Mladá Boleslav |
| Depot von Kladné                               | zwei Spangenbarren | 1800–1600 v. Chr. | 2006               | Südböhmisches Museum Budweis |
| Depot I von Klapý                              | ein Randleistenbeil, vier Absatzbeile, zwei Armringe | 1800–1600 v. Chr. | 1938               | Museum Litoměřice |
| Depot von Kluk                                 | zwei Armspiralen, ein Randleistenbeil | 2000–1800 v. Chr. | 1915               | Museum Poděbrady |
| Depot von Kolešovice                           | zwei Ösenhalsringe | 2000–1800 v. Chr. | vor 1903           | Naturhistorisches Museum Wien |
| Depot II von Kosmonosy                         | zwei Bruchstücke von Randleistenbeilen, zwei hohe und zwei niedrige Armmanschetten, eine Kette mit 19 Ringlein, eine Kette mit 28 Bronze- und sechs Bernsteinperlen sowie einem Weißmetallanhänger in Form einer Muschel, evtl. noch ein Bruchstück einer Armspirale und ein Keramikgefäß | 2000–1800 v. Chr. | um 1921            | Regionalmuseum Mladá Boleslav (Bernsteinperlen, Armspirale und Keramikscherben verschollen) |
| Depot von Kosořice                             | zwei Armspiralen, drei massive Ovalringe, drei Randleistenbeile | 2000–1800 v. Chr. | 1894 bzw. vor 1900 | Nationalmuseum Prag |
| Depot von Kosov                                | acht Armspiralen, fünf Ösenhalsringe, zwei Faleren, neun Armringe, ein Bernsteinanhänger | 2000–1800 v. Chr. | 1894 und 1923      | Südböhmisches Museum Budweis (1 Armring und Bernsteinanhänger verschollen) |
| Depot von Kostelec                             | drei Drahtringe | 2000–1800 v. Chr. | vor 1869           | Nationalmuseum Prag |
| Depot von Krtely                               | sechs Ösenhalsringe | 2000–1800 v. Chr. | 1920               | Nationalmuseum Prag (4), Museum Netolice (2) |
| Depot von Křtěnov                              | ein Randleistenbeil, sechs Äxte | 1800–1600 v. Chr. | 1884               | Nationalmuseum Prag (4 Äxte), Prähistorisches Institut Wien (1 Axt), Museum Týn nad Vltavou (1 Axt), Beil verschollen |
| Depot von Křtětice                             | 15 Ringbarren, zehn Fragmente weiterer Ringbarren, Textilreste | 2000–1800 v. Chr. | 2007               | |
| Depot von Kyšice                               | zwei Randleistenbeile, ein Absatzbeil | 1800–1600 v. Chr. | 1879               | Westböhmisches Museum Pilsen (Randleistenbeile), Nationalmuseum Prag (Absatzbeil) |
| Depot von Lhotka nad Labem                     | Keramikgefäß, darin: eine Armspirale, eine Ösenkopfnadel, eine Ringkopfnadel, drei Armmanschetten, zwei Armringe, ein Ring (Kettenglied?), ein Tropfen aus Weißmetall, Kette aus 577 Perlen und einem Kettenabschluss                                                                     | 2000–1800 v. Chr. | 1929               | Museum Litoměřice |
| Depot von Libochovice-Umgebung                 | drei Schaftröhrenäxte | 1800–1600 v. Chr. | vor 1865           | Nationalmuseum Prag |
| Depot I von Litoměřice                         | zwei massive Ovalringe | 1800–1600 v. Chr. | vor 1897           | Nationalmuseum Prag |
| Depot von Litoměřice-Umgebung                  | fünf Spangenbarren | 1800–1600 v. Chr. | vor 1925           | Regionalmuseum Most |
| Depot I von Lukavec                            | ein Keramikgefäß, darin: 72 Ösenhalsringe | 2000–1800 v. Chr. | 1914               | Museum Litoměřice (62 Ringe, 1 Gefäßscherbe), Privatbesitz (3 Ringe), Rest verschollen |
| Depot von Luštěnice                            | 25 Ösenhalsringe, sieben massive Ovalringe und ein Bruchstück eines weiteren, sechs Vollgriffdolche, zwei Griffdolche, 14 Dolchklingen, zwei Stabdolchklingen, eine Falere aus Weißmetall                                                                                                 | 2000–1800 v. Chr. | 1912               | Museum Mladá Boleslav (22 Ösenhalsringe, 2 Ovalringe, 4 Vollgriffdolche, 7 Dolchklingen, 1 Stabdolchklinge), Museum Poděbrady (1 Vollgriffdolch, 2 Griffdolche, 1 Dolchklinge), Museum Dobrovice (1 Ösenhalsring, 5 Ovalringe, 1 Vollgriffdolch, 3 Dolchklingen), Museum Benátky nad Jizerou (2 Ösenhalsringe, 1 Ovalring, 2 Dolchklingen), Nationalmuseum Prag (Falere), 1 Dolchklinge und 1 Stabdolchklinge verschollen |
| Depot von Lužice (Kadaň)                       | sechs Armspiralen, ein Meißel, eine Lanzenspitze, sechs Pilzkopfnadeln, ein Pfriem | 1800–1600 v. Chr. | 1964               | Regionalmuseum Most |
| Depot von Makotřasy                            | fünf Ösenhalsringe | 2000–1800 v. Chr. | vor 1932           | Nationalmuseum Prag |
| Depot von Malé Žernoseky                       | eine Stabdolchklinge, zwei Dolchklingen | 2000–1800 v. Chr. | 1907               | Regionalmuseum Teplice |
| Depot von Míkovice                             | ein Ösenhalsring und ein Bruchstück eines weiteren | 2000–1800 v. Chr. | vor 1891           | Museum Čáslav |
| Depot von Milevsko-Umgebung                    | Keramikgefäß, darin: elf Ösenhalsringe | 2000–1800 v. Chr. | 1930–1931          | Archäologisches Institut der Akademie der Wissenschaften der Tschechischen Republik Prag, Keramikgefäß nicht erhalten |
| Depot von Milošice                             | zwei Armspiralen, zwei massive Ovalringe, zwei Drahtringe | 2000–1800 v. Chr. | 1932               | Museum Žatec |
| Depot von Minice                               | zwei goldene Manschetten, vier Bruchstücke von goldenen Spiralröllchen | 2000–1800 v. Chr. | 1904               | Nationalmuseum Prag |
| Depot von Mladé                                | neun Ösenhalsringe | 2000–1800 v. Chr. | 1955               | Südböhmisches Museum Budweis |
| Depot von Mory                                 | eine Armspirale, Bruchstücke von drei weiteren Armspiralen, ein Ösenhalsring, Ring aus einer Schleifennadel | 2000–1800 v. Chr. | vor 1896           | Regionalmuseum Chomutov, Ring aus einer Schleifennadel verschollen |
| Depot von Motyčín                              | zwei Ösenhalsringe | 2000–1800 v. Chr. | vor 1933           | Museum Slaný |
| Depot I von Mříč                               | 45 Armringe | 1800–1600 v. Chr. | 1946               | Südböhmisches Museum Budweis (1 Armring), Rest verschollen |
| Depot II von Mříč                              | Keramikgefäß, darin: ein Absatzbeil, ein Bruchstück eines weiteren Absatzbeils, zwei Armmanschetten, mindestens 250 Bernsteinperlen | 2000–1800 v. Chr. | 1960               | Südböhmisches Museum Budweis |
| Depot von Neumětely                            | fünf Randleistenbeile, eine Lanzenspitze, zwei Kugelkopfnadeln, zwei Armringe | 1800–1600 v. Chr. | 1886               | Sammlung Schloss Orlík |
| Depot von Neznašov                             | zwei Ösenhalsringe, ein Bruchstück eines weiteren Ösenhalsrings, ein Bronzestachel aus einem Armring | 2000–1800 v. Chr. | um 1888            | Nationalmuseum Prag |
| Depot I von Nová Ves                           | zwei Armspiralen, zehn Ösenhalsringe | 2000–1800 v. Chr. | 2008               | |
| Depot II von Nová Ves                          | eine Schaftlochaxt, zwölf kupferne Gussstücke | 1800–1600 v. Chr. | 2008               | |
| Depot von Nové Vráto                           | 53 Ösenhalsringe, zwei Fetzen einer Hanfschnur, Reste weiterer Textilfäden | 2000–1800 v. Chr. | 1964               | Südböhmisches Museum Budweis (49 Ringe und 1 Bruchstück, Schnur, Textilreste), 3 Ringe verschollen |
| Depot von Nové Zámky                           | 4 massive Ovalringe | 2000–1800 v. Chr. | vor 1940           | Museum Poděbrady |
| Depot von Nuzov                                | 46 Spangenbarren | 1800–1600 v. Chr. | 2005               | |
| Depot von Obora                                | Keramikgefäß, darin: neun Randleistenbeile, drei Armmanschetten, mindestens acht Armspiralen (in 23 Fragmenten), Kette aus 281 Ringgliedern mit Rosette und Kugelkopfnadel, 21 Stabarmringe (vorwiegend aus Weißmetall)                                                                   | 2000–1800 v. Chr. | 1904               | Museum Nový Bydžov (3 Beile, 2 zerbrochene Armmanschetten, 23 Fragmente von Armspiralen, 2 Kettenteile mit 25 bzw. 29 Gliedern, 9 Armringe), Museum Lázně Bělohrad (1 Armring), Nordböhmisches Gewerbemuseum (4 Armringe), Rest verschollen |
| Depot I von Očihov                             | mehrere Ösenhalsringe | 2000–1800 v. Chr. | vor 1878           | nicht erhalten |
| Depot II von Očihov                            | zwei Schleifenringe, sechs Noppenringe, fünf Spiralringe aus doppeltem Draht, eine Spirale (alles Gold) | 2000–1800 v. Chr. | 1878               | Naturhistorisches Museum Wien |
| Depot von Okna                                 | ein Dolch, ein Vollgriffdolch | 2000–1800 v. Chr. | vor 1900           | Nationalmuseum Prag |
| Depot von Opolany                              | eine Falere, weitere Gegenstände (evtl. Halsringe) | 2000–1800 v. Chr. | 1984               | Museum Poděbrady (Falere), Rest nicht erhalten |
| Depot von Otvovice                             | vier Spangenbarren, Fragmente von zwei weiteren Spangenbarren | 1800–1600 v. Chr. | vor 1932           | Museum Kladno (4 Barren, 1 Fragment), Rest verschollen |
| Depot I von Ovčáry                             | zwei Ösenhalsringe | 2000–1800 v. Chr. | um 1936            | Museum Kolín |
| Depot II von Ovčáry                            | zehn Ösenhalsringe | 2000–1800 v. Chr. | 2002               | Museum Kolín |
| Depot III von Ovčáry                           | mehrere Ösenhalsringe | 2000–1800 v. Chr. | 1996               | |
| Depot von Pacov-Umgebung                       | fünf Ösenhalsringe, Gusstiegel, Gussformen | 2000–1800 v. Chr. | ca. 1884           | verschollen |
| Depot von Páleček                              | zwei Armspiralen, zwei massive Ovalringe, zwei Stabarmringe | 2000–1800 v. Chr. | ca. 1925           | Museum Slaný |
| Depot I von Pašinka                            | drei Ösenhalsringe (Zusammensetzung unsicher) | 2000–1800 v. Chr. | 1912               | Museum Kolín |
| Depot II von Pašinka                           | vier Spangenbarren (Zusammensetzung unsicher) | 1800–1600 v. Chr. | ca. 1921           | Museum Kolín |
| Depot I von Písek                              | drei Ösenhalsringe | 2000–1800 v. Chr. | vor 1921           | Nationalmuseum Prag |
| Depot II von Písek                             | zwei Ösenhalsringe | 2000–1800 v. Chr. | vor 1928           | Nationalmuseum Prag |
| Depot V von Písek                              | neun Spangenbarren | 1800–1600 v. Chr. | vor 1954           | Museum Písek |
| Depot von Plav                                 | drei Spangenbarren | 1800–1600 v. Chr. | ca. 1974           | Privatbesitz |
| Depot von Plavnice                             | Bruchstück einer Armspirale, vier Randleistenbeile, ein Meißel, drei Schleifenkopfnadeln, eine Hülsenkopfnadel | 1800–1600 v. Chr. | 1885               | Südböhmisches Museum Budweis |
| Depot I von Prag-Bubeneč                       | Keramikgefäß (Schüssel), darin: sieben Armspiralen, 14 Ösenhalsringe und Bruchstücke von zwei weiteren, vier massive Ovalringe, zwei Perlen, ein massiver Stabring, ein Arm- oder Schläfenring aus Draht, zwei Ringe (Ohrringe?) aus Draht, ein Stäbchen, zwei Plättchen                  | 2000–1800 v. Chr. | 1906               | Nationalmuseum Prag (3 Armspiralen, 3 Ösenhalsringe, 2 Ovalringe, Perlen, Arm- oder Schläfenring), Stadtmuseum Prag (Schüssel, 4 Armspiralen, 11 Ösenhalsringe + Bruchstücke, 2 Ovalringe, Stabring, Stäbchen, Plättchen), (Ohr-)Ringe verschollen |
| Depot I von Prag-Kobylisy                      | zwei massive Ovalringe | 2000–1800 v. Chr. | 1912               | Nationalmuseum Prag |
| Depot II von Prag-Kobylisy                     | Keramikgefäß, darin: fünf Armspiralen, ein Stabring | 2000–1800 v. Chr. | 1923               | Nationalmuseum Prag |
| Depot I von Prag-Liboc                         | zehn Miniaturspangen | 1800–1600 v. Chr. | vor 1900           | Nationalmuseum Prag |
| Depot II von Prag-Liboc                        | zwei Armspiralen, zwei Randleistenbeile | 2000–1800 v. Chr. | vor 1900           | Nationalmuseum Prag |
| Depot III von Prag-Liboc                       | zwei mal zwei miteinander verbundene Spiralringe, vier Spiralringe aus doppeltem Draht, drei Spiralen, ein Spiralring aus dickem, einfachem Draht, drei verformte Drähte (alles Gold) | 2000–1800 v. Chr. | ca. 1898           | Nationalmuseum Prag |
| Depot I von Prag-Suchdol                       | zwei Tüllengriffdolche, zwei zu diesen gehörende Griffknäufe, drei Vollgriffdolche (einer in einer Metallscheide), ein Holzgriffdolch, eine Stabdolchklinge | 2000–1800 v. Chr. | 1928               | Nationalmuseum Prag |
| Depot von Prag-Zlíchov                         | zwei Drahtringe | 2000–1800 v. Chr. | 1891               | Nationalmuseum Prag |
| Depot von Přerov nad Labem                     | zwei Ösenhalsringe | 2000–1800 v. Chr. | vor 1921           | Museum Lysá nad Labem |
| Depot von Přídolí                              | 88 Spangenbarren | 1800–1600 v. Chr. | 2005               | Südböhmisches Museum Budweis |
| Depot von Purkarec                             | 74 Spangenbarren und 14 Fragmente | 1775–1631 cal BC  | 2007               | Museum Týn nad Vltavou |
| Depot von Radostice                            | sechs Armspiralen, 194 Ösenhalsringe | 2000–1800 v. Chr. | 1933               | Museum Litoměřice (ursprünglich 2 Armspiralen und 96 Ösenhalsringe), Südböhmisches Museum Budweis (ursprünglich 2 Armspiralen und 96 Ösenhalsringe), Nationalmuseum Prag (2 Armspiralen, 1 Ösenhalsring), 6 Ringe verschollen |
| Depot von Radotín                              | ein Meißel, eine Kugelkopfnadel | 1800–1600 v. Chr. | vor 1898           | Nationalmuseum Prag |
| Depot von Radovesice                           | ein Meißel, eine Dolchklinge | 2000–1800 v. Chr. | ca. 1900           | Museum Litoměřice |
| Depot von Roudnice nad Labem                   | drei Ösenhalsringe | 2000–1800 v. Chr. | vor 1900           | Nationalmuseum Prag |
| Depot von Rousovice                            | mindestens 12–15 Absatzbeile (davon mindestens fünf Rohgüsse) | 1800–1600 v. Chr. | 1923               | Museum Mělník (6 Beile, davon 5 Rohgüsse), Rest nicht erhalten |
| Depot von Sány                                 | zwei massive Ovalringe | 2000–1800 v. Chr. | vor 1943           | Museum Kolín |
| Depot von Skočice                              | 27 oder 30 Spangenbarren | 1800–1600 v. Chr. | 1940               | Nationalmuseum Prag (10), Museum Písek (19), Prähistorisches Institut der Karls-Universität Prag (1) |
| Depot I von Slaný                              | fünf Randleistenbeile | 2000–1800 v. Chr. | 1896               | Nationalmuseum Prag |
| Depot II von Slaný                             | sechs Faleren | 2000–1800 v. Chr. | 1942               | Nationalmuseum Prag |
| Depot III von Slaný                            | eine Kette aus mindestens 300 Perlen und einem Kettenabschluss, fünf Armringe | 2000–1800 v. Chr. | vor 1900           | Museum Slaný |
| Depot IV von Slaný                             | eine Kette aus vier Drahtringen, ein Pfriem | 2000–1800 v. Chr. | 1944               | Museum Slaný |
| Depot von Slavče                               | zwei Spangenbarren und Bruchstücke von zwei weiteren | 1800–1600 v. Chr. | ca. 1893           | Südböhmisches Museum Budweis |
| Depot von Slavhostice                          | zwei massive Ovalringe, zwei Dolche, ein Vollgriffdolch, eine Manschette, zwei Armringe, zwei Drahtringe, drei Spiralröllchen | 2000–1800 v. Chr. | ca. 1893           | Museum Kopidlno |
| Depot von Smederov                             | ein Lappenbeil, vier Sicheln, sechs Meißel, eine Lanzenspitze, eine Nadel, ein Bronzefragment | 1800–1600 v. Chr. | vor 1863           | Nationalmuseum Prag |
| Depot von Soběchleby                           | eine Keramikschüssel, darin: eine Armspirale, 29 Ösenhalsringe (ursprünglich wohl 30–40 Ringe), 23 Randleistenbeile, 1 Absatzbeil (ursprünglich wohl über 30 Beile), zwei Manschetten, ein Armring, ein Hammer, ein Stab, ein Goldring                                                    | 2000–1800 v. Chr. | 1888               | Naturhistorisches Museum Wien (Keramikscherben, Armspirale, 21 Ösenhalsringe, 15 Randleistenbeile und Bruchstück eines weiteren, Manschetten, Hammer), Nationalmuseum Prag (4 Ösenhalsringe, 3 Randleistenbeile), Südböhmisches Museum Budweis (1 Ösenhalsring, 1 Randleistenbeil), Museum Chomutov (1 Ösenhalsring und Bruchstück eines weiteren, Absatzbeil, Armring, Stab), Regionalmuseum Teplice (1 Ösenhalsring), Prähistorisches Institut der Karls-Universität Prag (1 Randleistenbeil, verschollen), Privatbesitz (Goldring), Rest verschollen |
| Depot von Soběnice                             | Keramikgefäß, darin: drei Ösenhalsringe, vier massive Ovalringe, wahrscheinlich 40 Randleistenbeile | 2000–1800 v. Chr. | 1859               | Nationalmuseum Prag, Gefäß nicht erhalten, 2 Ovalringe und 10 Beile verschollen |
| Depot von Soběslav                             | 15 Spangenbarren | 1800–1600 v. Chr. | 1905               | Museum Tábor (10), Rest verschollen |
| Depot von Stará Boleslav                       | eine Armspirale, elf Ösenhalsringe, ein massiver Ovalring, zwei Ringkopfnadeln mit Ketten aus Ringen, eine Bernsteinperle, vier Spiralringe, ein Ring (Fingerring?), ein Spiralröllchen                                                                                                   | 2000–1800 v. Chr. | 1946               | Nationalmuseum Prag |
| Depot von Staré Místo                          | zwei Ösenhalsringe, ein Randleistenbeil, Keramikscherben | 2000–1800 v. Chr. | 1932               | Regionalmuseum Jičín |
| Depot I von Staré Sedlo                        | elf Miniatur-Spangenbarren | 1800–1600 v. Chr. | 1864               | Nationalmuseum Prag |
| Depot von Starý Bydžov                         | Keramikgefäß, darin: ein Randleistenbeil, drei Rudernadeln, ein Stabarmring, 20 Drahtringe, acht Scheibenanhänger, zwei Faleren aus Kupfer | 2000–1800 v. Chr. | 1893               | Museum Nový Bydžov, Gefäß nicht erhalten |
| Depot I von Stehelčeves                        | fünf Ösenhalsringe, weitere Gegenstände | 2000–1800 v. Chr. | vor 1887           | Nationalmuseum Prag (Ösenhalsringe), Rest nicht erhalten |
| Depot von Stradonice (Peruc)                   | 18 Spangenbarren und zwei Bruchstücke von weiteren Barren | 1800–1600 v. Chr. | 1940               | Museum Louny |
| Depot von Suché Vrbné                          | 49 Ösenhalsringe, Bruchstücke von fünf weiteren Ösenhalsringen, Keramikscherbe (Rest von Gefäß?) | 2000–1800 v. Chr. | 1908               | Südböhmisches Museum Budweis, Keramikscherbe nicht erhalten |
| Depot von Těchlovice (Okres Hradec Králové)    | acht Spangenbarren, zwei Randleistenbeile, eine Nadel | 1800–1600 v. Chr. | 2008               | |
| Depot von Temelín                              | 88 Spangenbarren und vier abgebrochene Enden | 1800–1600 v. Chr. | 1913–1914          | Nationalmuseum Prag (77 Barren, abgebrochene Enden), Museum Týn nad Vltavou (9 Barren), Prähistorisches Institut der Karls-Universität Prag (2 Barren) |
| Depot III von Tetín                            | zwei Dolche, zwei Pfrieme | 2000–1800 v. Chr. | vor 1924           | Nationalmuseum Prag |
| Depot von Třebovle                             | ein Spangenbarren, fünf Armringe | 2000–1800 v. Chr. | vor 1936           | Museum Kouřim (Barren, 3 Ringe), Museum Kolín (2 Ringe) |
| Depot von Tuchlovice                           | zwei Ösenhalsringe | 2000–1800 v. Chr. | ca. 1913           | Museum Kladno |
| Depot I von Újezd                              | 20 Spangenbarren | 1800–1600 v. Chr. | ca. 1953           | Museum Týn nad Vltavou (15), Rest verschollen |
| Depot von Velká Černoc                         | zwei Dolchklingen | 2000–1800 v. Chr. | ca. 1907           | Regionalmuseum Teplice |
| Depot von Velké Koloděje                       | sieben (kupferne?) Ösenhalsringe | 2000–1800 v. Chr. | vor 1939           | Museum Pardubice (1), Rest verschollen |
| Depot I von Velké Žernoseky                    | zwei massive Ovalringe | 2000–1800 v. Chr. | vor 1924           | Museum Chomutov |
| Depot von Ves Touškov                          | zwei Absatzbeile, zwei Tüllenäxte (eine mit Draht umwickelt) | 1800–1600 v. Chr. | nach 1912          | Westböhmisches Museum Pilsen, Draht verschollen |
| Depot von Veselíčko                            | Keramikgefäß, darin: 24 Spangenbarren | 1800–1600 v. Chr. | 1930               | Museum Milevsko (Keramikscherben, 20 Barren), Nationalmuseum Prag (4 Barren) |
| Depot von Vestec                               | drei massive Ovalringe und ein Bruchstück eines weiteren | 2000–1800 v. Chr. | vor 1950           | Museum Poděbrady (Bruchstück), Rest verschollen |
| Depot von Vitín                                | neun Ösenhalsringe | 2000–1800 v. Chr. | 1899               | Südböhmisches Museum Budweis |
| Depot I von Vodňany                            | 18 Ösenhalsringe | 2000–1800 v. Chr. | 1932               | Museum Vodňany (3), Rest verschollen |
| Depot von Volárna                              | zehn kupferne Spangenbarren | 1800–1600 v. Chr. | 1912               | Museum Poděbrady (4 Bruchstücke), Rest nicht erhalten |
| Depot I von Vraný                              | zwei Gehänge aus vier Drahtringen, ein Gehänge aus drei Drahtringe, zwei verbundene Drahtringe, zwei einzelne Drahtringe | 2000–1800 v. Chr. | 1953               | Museum Slaný |
| Depot II von Vraný                             | Absatzbeile, Lanzenspitzen | 1800–1600 v. Chr. | vor 1941           | Nationalmuseum Prag |
| Depot von Všemyslice                           | Etwa 50 Ösenhalsringe | 2000–1800 v. Chr. | 1947, 1948–1949    | Nationalmuseum Prag (16), Südböhmisches Museum Budweis (20), Museum Týn nad Vltavou (9), Prähistorisches Institut der Karls-Universität Prag (1), Rest verschollen |
| Depot von Zabrušany                            | fünf Ösenhalsringe | 2000–1800 v. Chr. | 1911               | Regionalmuseum Teplice |
| Depot I von Žatec                              | zwei Armspiralen, zwei Ösenhalsringe, zwei Randleistenbeile | 2000–1800 v. Chr. | 1927               | Museum Žatec |
| Depot II von Žatec                             | zwei Ösenhalsringe, ein Randleistenbeil, ein Armring | 2000–1800 v. Chr. | ca. 1907           | Regionalmuseum Teplice |
| Depot von Želenice                             | drei Ösenhalsringe | 2000–1800 v. Chr. | 1925               | Museum Bílina |

## Belege
1. ↑  Alfred Neugebauer, Gerhard Billig: Ein frühbronzezeitlicher Hortfund von Cunnersdorf, Kr. Freital. In: Ausgrabungen und Funde. Band 6, 1961, S. 70–71.
2. ↑  Depotfund I von Dieskau, OT Kabelsketal. In: museum-digital.de. 6. März 2015, abgerufen am 24. August 2015.
3. ↑  Hortfund II von Dieskau. In: museum-digital.de. 16. November 2014, abgerufen am 24. August 2015.
4. ↑  Hortfund III von Dieskau. In: museum-digital.de. 16. November 2014, abgerufen am 24. August 2015.
5. ↑  Heiko Breuer, Robert Ganslmeier, Mechthild Klamm, Bernd Zich: August: Die Phytolithe aus dem frühbronzezeitlichen Hortfund Domsen, Burgenlandkreis. Landesamt für Denkmalpflege und Archäologie Sachsen-Anhalt, August 2016, abgerufen am 16. Oktober 2017.
6. ↑  Hortfund von Kläden bei Stendal. In: museum-digital.de. Abgerufen am 13. August 2017.